# Scottish Claymores
De Scottish Claymores (of simpelweg de Claymores) is een voormalig professioneel American footballteam uit Glasgow en Edinburgh. Het team werd opgericht in 1995 en speelde in de World League, een semiprofessionele competitie met teams uit de Verenigde Staten en Europa. De naam Claymore is afgeleid van een Schots zwaard.
Het team heeft twee keer in de finale van de World Bowl gestaan (1996 en 2000). In 1996 werd deze finale gewonnen van de Frankfurt Galaxy met 32-27.

## Resultaten per seizoen
W = Winst, V = Verlies, G = Gelijk, R = Competitieresultaat
| Seizoen                           | W  | V  | G | R                    | Playoff resultaat        |
| --------------------------------- | -- | -- | - | -------------------- | ------------------------ |
| Scottish Claymores (World League) |    |    |   |                      |                          |
| 1995                              | 2  | 8  | 0 | 6e plaats            | --                       |
| 1996                              | 7  | 3  | 0 | 1e plaats            | World Bowl IV gewonnen   |
| Scottish Claymores (NFL Europe)   |    |    |   |                      |                          |
| 1997                              | 5  | 5  | 0 | 4e plaats            | --                       |
| 1998                              | 2  | 8  | 0 | 6e plaats            | --                       |
| 1999                              | 4  | 6  | 0 | 3e plaats            | --                       |
| 2000                              | 6  | 4  | 0 | 2e plaats            | World Bowl VIII verloren |
| 2001                              | 4  | 6  | 0 | 4e plaats            | --                       |
| 2002                              | 5  | 5  | 0 | 4e plaats            | --                       |
| 2003                              | 6  | 4  | 0 | 2e plaats            | --                       |
| 2004                              | 3  | 7  | 0 | 5e plaats            | --                       |
| Totaal                            | 43 | 57 | 0 | (inclusief playoffs) | (inclusief playoffs)     |

NFL Teams 2007:
Amsterdam Admirals · Cologne Centurions · Rhein Fire · Frankfurt Galaxy · Hamburg Sea Devils · Berlin Thunder
Voormalige NFL teams:
Barcelona Dragons · London/England Monarchs · Scottish Claymores